# Alexander Vencel junior
Alexander Vencel  (* 2. März 1967 in Bratislava, Tschechoslowakei) ist ein ehemaliger slowakischer Fußballtorwart und derzeitiger Torwarttrainer. Vencel spielte 19-mal für die Slowakische Fußballnationalmannschaft und zweimal für die Tschechoslowakische Fußballnationalmannschaft.

## Verein
Alexander Vencel startete seine Profikarriere bei Slovan Bratislava. In den Spielzeiten 1986/87 und 1987/88 war der junge Torhüter nur Ersatz, zu seinen ersten Einsätzen kam er in der Saison 1988/89. Das folgende Jahr verbrachte er bei RH Cheb, um dort seinen Wehrdienst zu absolvieren.
Im Anschluss kehrte er zu Slovan Bratislava zurück, wo er fortan die unumstrittene Nummer eins im Tor war. 1992 gewann Vencel mit Slovan die tschechoslowakische Meisterschaft. Nach der Auflösung der Tschechoslowakei und Gründung einer eigenständigen slowakischen Liga gewann Slovan mit Vencel im Tor 1993/94 die slowakische Meisterschaft.
Im Sommer 1994 wechselte er zu Racing Straßburg in die französische Division 1. Auch dort Stammkeeper verhalf er der Mannschaft 1997 zum Gewinn des französischen Ligapokals. In der Saison 1998/99 wurde er von France Football als beständigster Torhüter der D1 ausgezeichnet. Allerdings kam er in der nachfolgenden Saison nur noch unregelmäßig zum Einsatz und wechselte im Sommer 2000 zum damaligen Zweitligisten Le Havre AC.
Gleich in seiner ersten Saison in Le Havre wurde Vencel vom Französischen Fußballverband zum besten Spieler der Division 2 gewählt. 2002 verhalf er Le HAC zum Aufstieg in die Ligue 1, wo sich die Mannschaft allerdings nur ein Jahr halten konnte. Nach der Saison 2004/05 beendete Vencel seine Karriere.

## Nationalmannschaft
Für die Tschechoslowakei spielte Vencel zweimal. Am 25. September 1991 wurde er im Spiel gegen Norwegen in der 83. Spielminute für Petr Kouba eingewechselt. Seinen zweiten Einsatz hatte der Slowake am 27. Mai 1992 gegen Polen, als er in der zweiten Halbzeit für Petr Kouba auf das Feld kam.
Fortan spielte Vencel für die eigenständige Slowakei, für die er 19 Länderspiele bestritt.

## Torwarttrainer
Nach seiner Spielerlaufbahn arbeitete Vencel als Torwarttrainer bei Le Havre AC. Derzeit ist er in gleicher Position bei Racing Straßburg tätig.

## Sonstiges
- Sein Vater Alexander Vencel senior war ebenfalls Fußballtorwart, er spielte 25-mal für die Tschechoslowakei.